# Lorenz Nieberl
Lorenz Nieberl (7 de junio de 1919-12 de abril de 1968) fue un deportista alemán que compitió para la RFA en bobsleigh en las modalidades doble y cuádruple.
Participó en dos Juegos Olímpicos de Invierno en los años 1952 y 1956, obteniendo dos medallas de oro en Oslo 1952, en las pruebas doble y cuádruple. Ganó cuatro medallas en el Campeonato Mundial de Bobsleigh entre los años 1951 y 1954.

## Palmarés internacional
| Representando a Alemania |                              |                   |           |
| Juegos Olímpicos         |                              |                   |           |
| Año                      | Lugar                        | Medalla           | Prueba    |
| 1952                     | Oslo (Noruega)               | Medalla de oro    | Doble     |
| 1952                     | Oslo (Noruega)               | Medalla de oro    | Cuádruple |
| Representando a la RFA   |                              |                   |           |
| Campeonato Mundial       |                              |                   |           |
| Año                      | Lugar                        | Medalla           | Prueba    |
| 1951                     | Alpe d'Huez (Francia)        | Medalla de oro    | Doble     |
| 1951                     | Alpe d'Huez (Francia)        | Medalla de oro    | Cuádruple |
| 1953                     | Garmisch-Partenkirchen (RFA) | Medalla de bronce | Doble     |
| 1954                     | Cortina d'Ampezzo (Italia)   | Medalla de bronce | Cuádruple |